# Jurij Dolgoroki
Jurij I. Volodimirovič (starovzhodnoslovansko Гюрги Володи́мирович), bolj znan kot Jurij Dolgoroki (rusko Юрий Долгорукий), je bil knez iz dinastije Rurikidov, * okoli 1099 † 15. maj 1157.
Od septembra 1149 do aprila 1151 in ponovno od marca 1155 do maja 1157 je vladal kot veliki knez Kijeva. Igral je pomembno vlogo pri prenosu oblasti iz Kijeva v Suzdal po smrti svojega starejšega brata Mstislava Velikega leta 1132.

## Prepoznavanje matere in datiranje rojstva
Po mnenju Vasilija Tatičeva je bil Jurij rojen leta 1090, kar bi pomenilo, da je bil sin Vladimirja Monomaha in njegove prve žene Gite Wesseške, hčerke Harolda Harold Godwinsona.
Težave se začnejo z datiranjem Gitine smrti, ki je po mnenju zgodovinarjev umrla leta 1098 ali 1107. Po zapisu v oporoki Vladimirja Monomaha je Jurijeva mati umrla 7. maja 1107. Če je umrla 7. marca 1098, je bil Jurij Vladimirovič sin očetove druge žene Jefimije.
Nekateri letopisi poročajo, da je Jurijev starejši brat Vjačeslav Juriju rekel: »Sem mnogo starejši od tebe in sem se že bril, ko si se ti šele rodil«. Ker je bil Vjačeslav rojen leta 1083, bi se Jurij lahko rodil okoli leta 1099 ali 1100. Primarna kronika omenja, da se je Jurij prvič poročil 12. januarja 1108, kar pomeni, da je bil rojen pred letom 1099/1100, ker se osem do devet let stari otroci še niso poročali.
Tatičev trdi tudi to, da se je Jurijev prvi sin rodil okoli leta 1111, se pravi da Jurij takrat ni mogel biti mlajši od šestnajst ali sedemnajst let. Datum Jurijevega rojstva je še vedno predmet raziskav. Zelo verjetno je bil rojen proti koncu 80. ali na začetku 90. let 11. stoletja, kar hkrati pomeni, da je bila njegova mati Gita.

## Dejavnosti v Rostovu in Suzdalu
Leta 1108 je oče Jurija poslal v Suzdal, da bi v njegovem imenu vladal v Vladimiro-Suzdalski kneževini na severovzhodu Kijevske Rusije. Leta 1121 se je sprl z bojarji Rostova in preselil prestolnico province iz Rostova v Suzdal. Ker je bila pokrajina redko naseljena, je tam ustanovil veliko trdnjav in mesta Ksinjatin (1134), Pereslavelj-Zaleski in Jurijev-Polski (1152) in Dmitrov (1154). Pripisujejo mu tudi ustanovitev Tvera, Kostrome in Vologde.
Leta 1147 se je sestal s Svjatoslavom Olgovičem v mestu, ki se je imenovalo Moskva. Leta 1156 je utrdil Moskvo z lesenim obzidjem in jarkom. Četudi je bilo mesto ustanovljeno že prej ali morda kasneje, ustanovitev Moskve pripisujejo Juriju Dolgorokemu.

## Spor s Kijevom
Jurij je ob vsem zanimanju za utrditev svojih severnih meja razmišljal tudi o kijevskem prestolu. Njegovo aktivno sodelovanje v kijevskih zadevah mu je prineslo vzdevek Dolgoroki – Tisti ki daleč seže. Njegov starejši brat Mstislav Kijevski je leta 1132 umrl. Po zapisu v enem od letopisov so po njegovi smrti "ruske dežele razpadle". Jurij je takoj napovedal vojno černigovskim knezom, vladajočemu kijevskemu knezu in svojemu bratu Jaropolku II. Kijevskemu. Na novgorodski prestol je posadil svojega sina in zasegel očetovo dedno kneževino Perejaslav na jugu. Novgorodci so ga izdali in Jurij se je maščeval z zasegom njihove ključne vzhodne trdnjave Toržok.
Leta 1147 je nadaljeval vojno s Kijevom in ga leta 1149 osvojil. Čez dve leti ga je iz mesta izgnal njegov nečak Izjaslav. Leta 1155 je ponovno osvojil mesto in leta 1157 na praznovanju kijevskega plemiča nepričakovano umrl. Domneva se, da je bil zastrupljen.  Njegova smrt je v Kijevu sprožila upor proti Suzdalu.
Jurij Dolgoroki je bil pokopan v Odrešenikovi cerkvi v Berestovu. Njegova grobnica je prazna.

## Družina
Primarna kronika omenja, da se je Jurij prvič poročil 12. januarja 1108. Prva žena je bila hčerka kumanskega kana Aepa Oceneviča. Njen stari oče po očetovi strani je bil Osen. Njeno ljudstvo je pripadalo Kumanom, plemenski zvezi pastirjev in vojščakov turškega porekla.
Druga žena Helena ga je preživela in se preselila v Konstantinopel. Njeni starši niso znani, domneva pa se, da je bila iz Konstantinopla iz dinastije Komnen, ki so v Jurijevem obdobju vladali Bizantinskem cesarstvu. Več virov je špekuliralo, da je bila hčerka Izaka I. Komnena, vendar za to ni nobenega dokaza.
Jurij je imel najmanj petnajst otrok. Matere nekaterih od njih niso zanesljivo znane.
Prvi ženi se običajno pripisujejo naslednji (starejši) otroci:
- Rostislav, knez Perejeslavlja (umrl 6. aprila 1151)
- Ivan, knez Kurska (umrl 24. februarja 1147)
- Olga (umrla 1189), poročena z Jaroslavom Osmomislom
- Andrej I. Bogoljubski (okoli 1111 – 28. junij 1174)
- Marija, poročena z Olegom Svjatoslavičem, knezom Novgorod-Siverskega
- Svjatoslav (umrl  11. januarja 1174)
- Jaroslav (umrl 12. aprila  1166)
- Gleb Kijevski (umrl 1171)
- Boris, knez Belgoroda in Turova (umrl 12. maja 1159)
- Mstislav, knez Novgoroda (umrl  1166)
- Vasiljko, knez Suzdala, odstavljen leta 1161)

Naslednji (mlajši) otroci se pripisujejo njegovi drugi ženi:
- Mihael Vladimirski
- Vsevolod Veliko gnezdo
- David
- Jaropolk

## Spomeniki
Moskovčani častijo Jurija kot legendarnega ustanovitelja njihovega mesta. Njegov zavetnik sveti Jurij, ki ubija zmaja, je upodobljen tudi na moskovskem grbu. Jurijev spomenik pred moskovsko mestno hišo na Tverski ulici, glavni moskovski aveniji, je oblikoval kipar Sergej Orlov.
Jurijev portret je na medalji v počastitev 800. obletnice ustanovitve Moskovske univerze, ki se je proslavljala leta 1947.
Po njem se imenuje tudi jedrska podmornica Jurij Dolgoruki.